# Wojciech Szczęsny
Wojciech Tomasz Szczęsny (phát âm tiếng Ba Lan: [ˈvɔjt͡ɕɛx ˈtɔmaʂ ˈʂt͡ʂɛns.nɘ]; sinh ngày 18 tháng 4 năm 1990) là một cầu thủ bóng đá chuyên nghiệp người Ba Lan hiện đang thi đấu ở vị trí thủ môn cho câu lạc bộ La Liga Barcelona.

## Thời thơ ấu
Trước khi đến với bóng đá, Szczęsny từng học khiêu vũ, và sau đó anh cũng thể hiện mình rất xuất sắc ở môn ném lao. Cha của anh, Maciej, là cựu thủ môn của đội tuyển Ba Lan, và anh trai anh, Jan, hiện tại thuộc biên chế của Gwardia Warszawa ở giải hạng bảy của hệ thống giải vô địch quốc gia Ba Lan, đội bóng mà cha của họ cũng đã từng chơi một lần ở đó.

## Sự nghiệp câu lạc bộ
Anh không được ra sân trong trận Chung kết Cúp FA 2014 với Hull City nhưng đã có được danh hiệu đầu tiên tại Arsenal sau khi các đồng đội của anh đã đánh bại Hull City 3-2. Với 16 trận giữ sạch lưới tại Giải ngoại hạng Anh 2013-14, Szczęsny đã cùng với thủ môn Petr Čech chia sẻ danh hiệu Barclays Golden Glove dù Szczęsny thi đấu nhiều hơn Čech ba trận.

#### Mùa giải 2014–15
Szczęsny đã phạm lỗi ngay tại chấm phạt đền và bị đuổi khỏi sân trong trận thắng 4–1 trên sân nhà UEFA Champions League trước Galatasaray vào ngày 1 tháng 10 năm 2014 vì anh có hành vi cố ý 
phạm lỗi với Burak Yılmaz.
Vào ngày 1 tháng 1 năm 2015, Szczęsny đã mắc lỗi dẫn đến cả hai bàn thua trong trận thua 0–2 của Arsenal trước Southampton. Sau đó, anh đã bị câu lạc bộ phạt 20.000£ vì hút thuốc trong phòng tắm thay đồ sau trận đấu. Anh ấy đã bị đẩy xuống băng ghế dự bị trong suốt phần còn lại của mùa giải năm ấy, và David Ospina thay thế anh trong suốt quãng thời gian đó. Szczęsny được chọn để bắt chính trong trận Chung kết Cúp FA 2015, giữ sạch lưới trong chiến thắng 4–0 trước Aston Villa tại Sân vận động Wembley.

### Cho Roma mượn

#### Mùa giải 2015–16
Vào ngày 29 tháng 7 năm 2015, khi cơ hội của anh càng bị hạn chế hơn nữa do Arsenal ký hợp đồng với Petr Čech vào đầu mùa hè, Szczęsny đã gia nhập Roma theo dạng cho mượn trong một mùa giải. Anh đã ra mắt Serie A vào ngày 22 tháng 8 trong trận hòa 1–1 với Hellas Verona. Szczęsny bị trật khớp ngón tay trong trận mở màn UEFA Champions League của Roma gặp Barcelona sau khi va chạm với Luis Suárez, một chấn thương khiến anh phải ngồi ngoài trong khoảng sáu tuần. Vào tháng 12, anh đã bị loại khỏi đội hình của Morgan De Sanctis trong một trận đấu giải đấu với Atalanta sau khi một lần nữa bị phát hiện hút thuốc sau trận thua 6–1 trước Barcelona. Tổng cộng, anh đã có 31 lần ra sân ở giải đấu trong suốt mùa giải, khi Roma kết thúc mùa giải 2015–16 với vị trí thứ ba trong giải đấu, giành được suất tham dự Champions League vào cuối mùa. Trong một cuộc phỏng vấn với tờ báo Il Tempo, Szczęsny tuyên bố rằng anh cảm thấy mùa giải của mình với Roma là khá tích cực, và ghi nhận kinh nghiệm tập luyện và chơi bóng ở Ý dưới thời huấn luyện viên Luciano Spalletti và huấn luyện viên thủ môn Nanni là vô cùng có lợi cho sự phát triển của anh.

#### Mùa giải 2016–17
Arsenal đã đồng ý cho Roma mượn anh thêm một mùa giải nữa vào mùa giải 2016–17. Vào mùa hè năm 2016, Roma cũng đã ký hợp đồng với thủ môn người Brazil Alisson Becker từ câu lạc bộ Internacional, điều này có nghĩa là Szczęsny sẽ phải đối mặt với sự cạnh tranh cho một suất bắt chính trong đội. Trong mùa giải thứ hai tại thủ đô nước Ý, Szczęsny giữ sạch lưới nhiều nhất tại Serie A (14), giúp Roma lập kỷ lục mùa giải của câu lạc bộ là 87 điểm và giành vị trí thứ hai tại giải đấu. Tổng cộng, anh đã có 72 lần ra sân tại Serie A trong suốt hai mùa giải của mình với Roma.

### Juventus

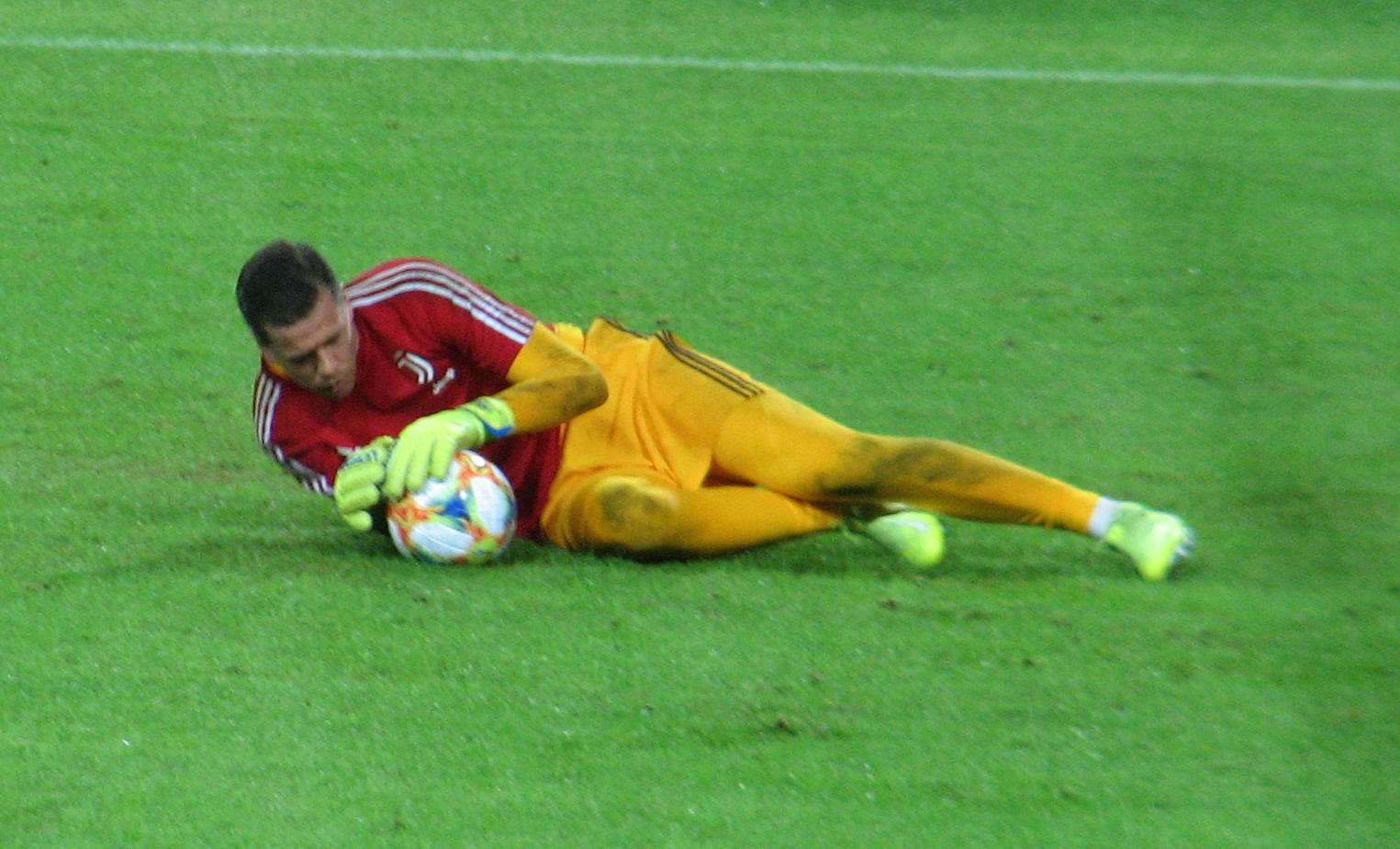
Szczęsny khởi động cho Juventus trong giai đoạn tiền mùa giải 2019–20

#### Mùa giải 2017–18
Vào ngày 19 tháng 7 năm 2017, Szczęsny đã được Juventus ký hợp đồng với mức phí ban đầu là 12,2 triệu euro (cộng thêm 3,1 triệu euro tiền thưởng có điều kiện) theo hợp đồng có thời hạn bốn năm. Mặc dù có thông tin cho rằng Szczęsny ban đầu sẽ đóng vai trò dự bị cho thủ thành Gianluigi Buffon dưới thời huấn luyện viên Massimiliano Allegri, nhưng ý định giải nghệ vào cuối mùa giải 2017–18 của thủ môn này đã khiến Szczęsny được giới truyền thông coi là người có khả năng thay thế lâu dài cho Buffon. Vào ngày 9 tháng 9 năm 2017, Szczęsny đã có lần ra sân đầu tiên cho Juventus, giữ sạch lưới khi anh ra sân trong trận đấu thứ ba của mùa giải, chiến thắng 3–0 trên sân nhà trước Chievo tại Serie A.
Sau chiến thắng 1–0 trên sân khách của Juventus trước ứng cử viên vô địch Napoli vào ngày 1 tháng 12, thủ môn số một của câu lạc bộ Buffon đã bị loại khỏi trận đấu vòng bảng Champions League cuối cùng của Juventus với Olympiacos bốn ngày sau đó, sau khi bị căng cơ bắp chân ở trận đấu trước đó, một chấn thương khiến anh phải ngồi ngoài trong suốt phần còn lại của tháng; Szczęsny đã thay thế Buffon trong khung thành trong chiến thắng 2–0 trên sân khách, trận đấu chứng kiến anh ra mắt câu lạc bộ tại Champions League, và kết quả này giúp Juventus giành được vị trí thứ hai trong bảng đấu của mình sau Barcelona, và một suất vào vòng loại trực tiếp của giải đấu. Màn trình diễn của anh trong suốt thời gian Buffon vắng mặt đã giúp anh được bầu là cầu thủ xuất sắc nhất tháng của câu lạc bộ vào tháng 12 năm 2017. Vào ngày 9 tháng 5, Szczęsny đã giành được danh hiệu đầu tiên cùng Juventus trong chiến thắng 4–0 trước Milan trong trận chung kết Coppa Italia 2018; anh là cầu thủ dự bị không được sử dụng trong cả trận đấu. Bốn ngày sau, vào ngày 13 tháng 5, Szczęsny đã giành được chiếc cúp Scudetto sau khi giữ sạch lưới trong trận hòa 0–0 với đội bóng cũ Roma, trong trận đấu áp chót của Juventus trong mùa giải.

#### Mùa giải 2018–19
Sau khi Buffon rời câu lạc bộ, Szczęsny đã được thừa hưởng áo số 1 và vị trí thủ môn bắt chính tại Juventus trước mùa giải 2018–19, bất chấp sự cạnh tranh từ người mới đến là Mattia Perin. Vào ngày 18 tháng 9, Szczęsny đã cản phá được quả phạt đền của Dani Parejo trong trận đấu và giành chiến thắng 2–0 trước Valencia. Anh đã lặp lại thành tích đó vào ngày 11 tháng 11 khi anh cản phá quả phạt đền của đồng đội cũ Gonzalo Higuaín, giúp Juventus giành chiến thắng 2–0 trước AC Milan. Vào ngày 20 tháng 4, anh đã ra sân trong chiến thắng 2–1 trên sân nhà của Juventus trước đối thủ Fiorentina, giúp đội của anh giành chức vô địch Serie A. Màn trình diễn của anh trong suốt mùa giải đã giúp anh được đề cử giải Yashin Trophy năm 2019.

#### Mùa giải 2019–20

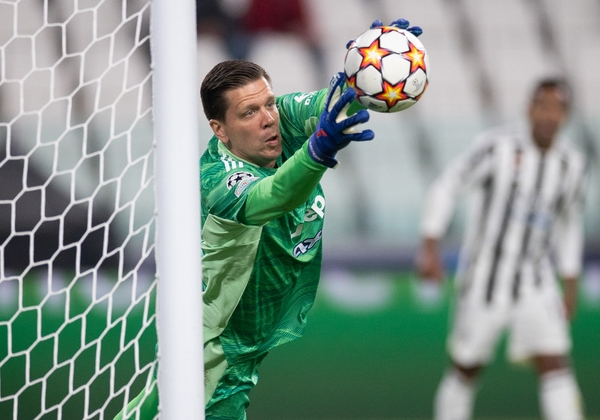
Szczesny cứu thua cho Juventus năm 2021

Khi Buffon trở lại Juventus vào mùa hè năm 2019, Szczęsny đã đề nghị anh mặc áo số 1, nhưng Buffon đã từ chối và nói rằng "Tôi không trở lại để lấy thứ gì đó từ ai đó hoặc lấy lại nó. [...] Tôi chỉ muốn làm phần việc của mình cho đội. Thật đúng khi thủ môn bắt chính, Szczęsny, được mặc áo số 1". Thay vào đó, Buffon đã chọn mặc áo số 77, cùng số áo mà anh đã mặc trong mùa giải cuối cùng của mình tại Parma trước khi gia nhập Juventus vào năm 2001. Vào ngày 7 tháng 12, Szczęsny đã cản phá được quả phạt đền của Ciro Immobile trong trận thua 3–1 trước Lazio. Vào ngày 26 tháng 7 năm 2020, anh giữ sạch lưới trong chiến thắng 2–0 trên sân nhà trước Sampdoria, giúp Juventus giành chức vô địch Serie A. Nhờ màn trình diễn của mình, anh đã được Lega Serie A vinh danh là Thủ môn xuất sắc nhất mùa giải.

#### Mùa giải 2020–21
Vào ngày 20 tháng 9, Szczęsny đã có lần ra sân thứ 100 trên mọi đấu trường cho Juventus trong trận mở màn mùa giải của câu lạc bộ, chiến thắng 3–0 trên sân nhà trước Sampdoria tại Serie A. Vào ngày 2 tháng 5 năm 2021, Szczęsny đã cản phá được quả phạt đền của Andrey Galabinov trong chiến thắng 3–0 trước Spezia. Szczęsny đã lặp lại thành tích của mình vào ngày 9 tháng 5 khi anh cản phá được quả phạt đền của Franck Kessie trong trận thua 3–0 trước AC Milan.

#### Mùa giải 2021–22
Vào ngày 18 tháng 10 năm 2021, Szczęsny đã cản phá quả phạt đền của Jordan Veretout, giúp Juventus giành chiến thắng 1–0 trước đội bóng cũ của anh ấy Roma. Trong trận đấu với chính đội bóng này, Szczęsny đã cản phá được quả phạt đền của Lorenzo Pellegrini, giúp Juventus giành chiến thắng với tỷ số 4–3.

#### Mùa giải 2022–23
Vào ngày 28 tháng 2 năm 2023, Szczęsny đã có trận đấu thứ 200 cho Juventus trong chiến thắng 4–2 trước Torino trong trận Derby della Mole.

#### Mùa giải 2023–24
Trong mùa giải 2023–24, Szczęsny đã ra sân 35 trận đấu trong mùa giải 2023–24 khi Juventus về đích thứ ba.
Vào ngày 14 tháng 8 năm 2024, Szczęsny và Juventus đã nhất trí chấm dứt hợp đồng với anh và anh ra đi với tư cách là cầu thủ tự do. Và vào ngày 27 tháng 8, anh tuyên bố giải nghệ, chấm dứt sự nghiệp bóng đá chuyên nghiệp.

### Barcelona
Vào ngày 2 tháng 10 năm 2024, Szczęsny trở lại với bóng đá chỉ hơn một tháng sau khi tuyên bố giải nghệ, ký hợp đồng với câu lạc bộ Barcelona tại La Liga cho đến hết mùa giải 2024–25. Anh được chọn để thay thế thủ môn số một của câu lạc bộ là Marc-André ter Stegen, người đã phải nghỉ hết mùa giải vì chấn thương dài hạn.

## Sự nghiệp đội tuyển quốc gia

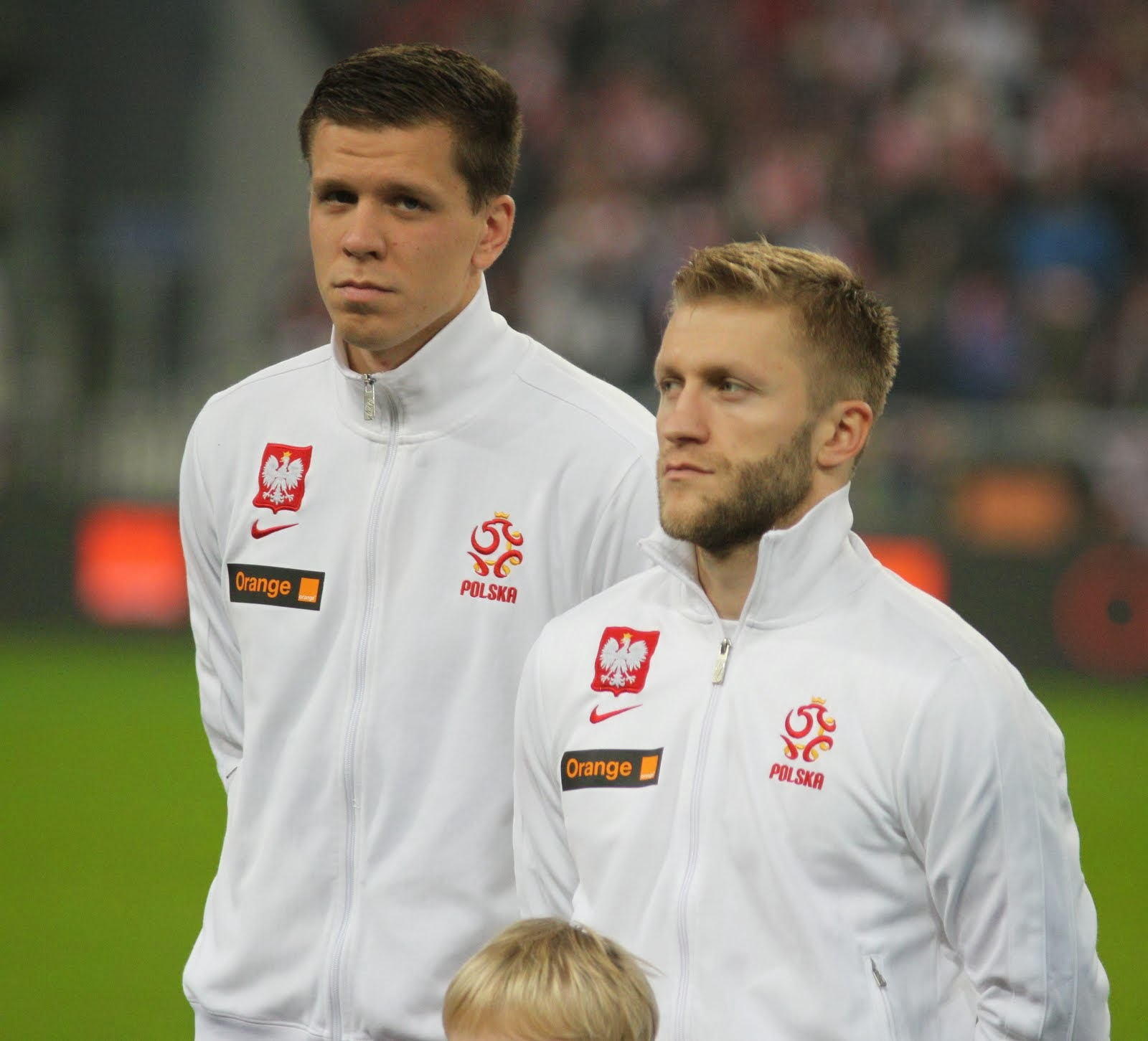
Szczęsny (bên trái) cùng với Jakub Błaszczykowski trước trận giao hữu quốc tế với Cộng hòa Ireland

### U-21 Ba Lan
Szczęsny đã chơi cho Đội tuyển U21 Ba Lan và bắt đầu trong ba Vòng loại Giải vô địch bóng đá châu Âu 2011. Anh cũng được huấn luyện viên Leo Beenhakker xếp vào đội hình dự bị cho Đội tuyển quốc gia Ba Lan trong các trận vòng loại World Cup của đội gặp Bắc Ireland và Slovenia vào đầu tháng 9 năm 2009. Tuy nhiên, vì không có thủ môn nào trong ba thủ môn hàng đầu của Ba Lan bỏ cuộc nên anh không được triệu tập và thay vào đó đã chơi vòng loại U-21 gặp Tây Ban Nha và Phần Lan. Anh đã có tổng cộng sáu lần khoác áo đội tuyển U-21.
Anh tiếp tục có tên trong danh sách 23 cầu thủ Ba Lan tham dự Euro 2016 trên đất Pháp nhưng không có cơ hội ra sân. Đội tuyển Ba Lan sau đó lọt vào tứ kết và thua chung cuộc Bồ Đào Nha (đội sau đó đăng quang).

### Triệu tập lên đội tuyển quốc gia

#### Sự nghiệp quốc gia ban đầu
Vào tháng 10 năm 2009, tân huấn luyện viên Franciszek Smuda đã gửi Szczęsny lần đầu tiên được triệu tập vào đội tuyển quốc gia chính thức, cho các trận giao hữu với Romania và Canada. Anh ra mắt trong trận đấu với Canada vào ngày 18 tháng 11, vào sân thay người trong hiệp một cho Tomasz Kuszczak trong chiến thắng 1–0 tại Sân vận động Zdzislawa Krzyszkowiaka ở Bydgoszcz. Anh có lần khoác áo thứ hai và trận đấu chính thức đầu tiên vào ngày 9 tháng 2 năm 2011, trong một trận giao hữu khác cũng có cùng tỷ số, với Na Uy tại Sân vận động Algarve.
Szczęsny đã có màn trình diễn xuất sắc trước Đức vào ngày 6 tháng 9 năm 2011, thực hiện tám pha cứu thua quan trọng trong trận hòa 2–2; điều này giúp anh nhận được lời khen ngợi từ cựu thủ môn đội tuyển Đức Oliver Kahn. Anh đã bị đuổi khỏi sân trong trận mở màn của giải vô địch bóng đá châu Âu Euro 2012 do Ba Lan đồng đăng cai với đội tuyển bóng đá quốc gia Hy Lạp, vì phạm lỗi với Dimitris Salpingidis, khiến Ba Lan phải chịu một quả phạt đền nhưng bị Przemysław Tytoń cản phá trong trận hòa 1–1. Szczęsny không thể chơi tiếp trong phần còn lại của giải đấu vì Tytoń đã chơi phần còn lại khi Ba Lan xếp cuối bảng với chỉ vỏn vẹn hai điểm.
Vào ngày 12 tháng 10 năm 2014, Szczęsny đóng vai trò quan trọng trong việc đảm bảo chiến thắng đầu tiên mang tính lịch sử của đất nước mình trước Đức trong Vòng loại UEFA Euro 2016. Anh đã chơi trong trận mở màn của đội tuyển quốc gia mình tại giải đấu với Bắc Ireland và giữ sạch lưới trong chiến thắng đầu tiên của đội tuyển quốc gia mình tại Giải vô địch châu Âu, nhưng đã bị chấn thương khiến anh không thể tham gia phần còn lại của chiến dịch. Tuy nhiên, Ba Lan đã lọt vào tứ kết, với đồng đội cũ của anh ở Arsenal là Łukasz Fabiański trong khung thành, nơi họ bị loại khỏi giải đấu trên chấm luân lưu bởi nhà vô địch sau đó là Bồ Đào Nha.

#### FIFA World Cup 2018 và UEFA Euro 2020

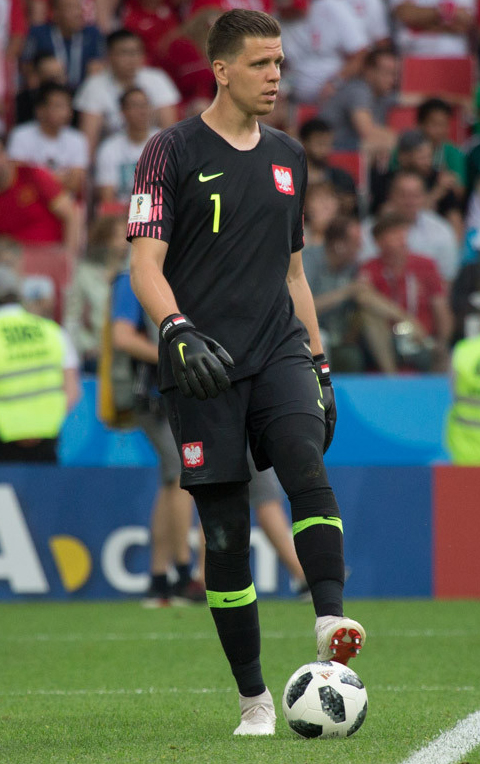
Szczęsny trong màu áo Ba Lan tại FIFA World Cup 2018

Tại World Cup 2018 được tổ chức tại Nga, Szczęsny đã bắt chính trong cả ba trận vòng bảng trước Colombia, Nhật Bản và Sénégal. Chung cuộc Ba Lan rời giải với vị trí cuối bảng H.
Vào ngày 14 tháng 6 năm 2021, Szczęsny đã có một pha phản lưới nhà trong trận thua 2–1 trước Slovakia tại UEFA Euro 2020, trở thành thủ môn đầu tiên làm được điều này tại UEFA Euro. Bàn phản lưới nhà của anh là bàn phản lưới nhà nhanh nhất trong lịch sử UEFA Euro, phá vỡ kỷ lục 22 phút của Igor Tudor trước Pháp tại mùa bóng năm 2004 cho đến khi Denis Zakaria ghi một bàn phản lưới nhà sau tám phút trước Tây Ban Nha sau đó trong cùng giải đấu.

#### 2022: UEFA Nations League và FIFA World Cup
Vào ngày 25 tháng 9 năm 2022, anh đã trở thành thủ môn ra sân nhiều nhất trong lịch sử bóng đá Ba Lan khi tham gia trận đấu trên sân khách UEFA Nations League với Xứ Wales, trận đấu mà Ba Lan đã giành chiến thắng 1–0 và giành được một suất trong League A của giải đấu. Đây là lần ra sân thứ 66 của anh trong đội tuyển quốc gia, qua đó giúp anh vượt qua kỷ lục trước đó do Artur Boruc nắm giữ.
Vào tháng 11 năm 2022, Szczęsny được điền tên vào đội hình cuối cùng tham dự FIFA World Cup 2022 tại Qatar. Vào ngày 26 tháng 11, anh đã cản phá được một quả phạt đền của Salem Al-Dawsari và một cú sút bật lại khác của Mohammed Al-Breik trong chiến thắng 2–0 trước Ả Rập Xê Út. Vào ngày 30 tháng 11, anh đã cản phá thành công quả phạt đền thứ hai của mình tại World Cup trước Lionel Messi của Argentina, trở thành thủ môn thứ ba trong lịch sử cản phá được hai quả phạt đền tại một kỳ World Cup cùng với Jan Tomaszewski (1974) và Brad Friedel (2002). Mặc dù thua 2–0 trước đội sau, Ba Lan vẫn lọt vào vòng 16 đội trước Mexico nhờ hiệu số bàn thắng bại, với hai pha cứu thua trước Saudi Arabia đóng vai trò quan trọng giúp Ba Lan giành được một suất vào vòng 16 đội. Đội của anh cũng đã bị loại ở vòng đấu đó, sau khi thua với tỉ số 1–3 trước đội á quân mùa trước đó là đội tuyển Pháp.

#### UEFA Euro 2024
Vào ngày 26 tháng 3 năm 2024, trong trận chung kết vòng play-off vòng loại Euro 2024, Szczęsny đã cản phá thành công quả phạt đền quyết định của Daniel James trong loạt sút luân lưu, mà Ba Lan đã giành chiến thắng 5–4 trước Xứ Wales sau trận hòa không bàn thắng, đưa đất nước của anh vào vòng chung kết. Cùng năm đó, vào tháng 6, Szczęsny được chọn vào đội hình tham dự UEFA Euro 2024. Trước đó, anh đã ám chỉ đến việc giã từ sự nghiệp thi đấu quốc tế vào cuối giải đấu. Anh đã xuất hiện trong các trận đấu vòng bảng mở màn của Ba Lan với Hà Lan và Áo, cả hai trận đều kết thúc bằng thất bại, dẫn đến việc Ba Lan bị loại ngay từ vòng đầu tiên của giải đấu; anh ấy đã không được bắt chính trong trận đấu cuối cùng với Pháp, trận đấu kết thúc với tỷ số hòa 1–1.

## Thống kê sự nghiệp

### Câu lạc bộ
Tính đến ngày 15 tháng 5 năm 2025
| Câu lạc bộ          | Mùa giải            | Giải đấu            | Giải đấu | Giải đấu | Cúp quốc gia | Cúp quốc gia | Cúp liên đoàn | Cúp liên đoàn | Châu Âu | Châu Âu | Khác | Khác | Tổng cộng | Tổng cộng |
| Câu lạc bộ          | Mùa giải            | Hạng đấu            | Trận     | Bàn      | Trận         | Bàn          | Trận          | Bàn           | Trận    | Bàn     | Trận | Bàn  | Trận      | Bàn       |
| ------------------- | ------------------- | ------------------- | -------- | -------- | ------------ | ------------ | ------------- | ------------- | ------- | ------- | ---- | ---- | --------- | --------- |
| Arsenal             | 2009–10             | Premier League      | 0        | 0        | 0            | 0            | 1             | 0             | 0       | 0       | —    | —    | 1         | 0         |
| Arsenal             | 2010–11             | Premier League      | 15       | 0        | 2            | 0            | 5             | 0             | 2       | 0       | —    | —    | 24        | 0         |
| Arsenal             | 2011–12             | Premier League      | 38       | 0        | 1            | 0            | 0             | 0             | 9       | 0       | —    | —    | 48        | 0         |
| Arsenal             | 2012–13             | Premier League      | 25       | 0        | 4            | 0            | 1             | 0             | 3       | 0       | —    | —    | 33        | 0         |
| Arsenal             | 2013–14             | Premier League      | 37       | 0        | 0            | 0            | 0             | 0             | 9       | 0       | —    | —    | 46        | 0         |
| Arsenal             | 2014–15             | Premier League      | 17       | 0        | 5            | 0            | 0             | 0             | 6       | 0       | 1    | 0    | 29        | 0         |
| Arsenal             | Tổng cộng           | Tổng cộng           | 132      | 0        | 12           | 0            | 7             | 0             | 29      | 0       | 1    | 0    | 181       | 0         |
| Brentford (mượn)    | 2009–10             | League One          | 28       | 0        | 0            | 0            | —             | —             | —       | —       | 0    | 0    | 28        | 0         |
| Roma (mượn)         | 2015–16             | Serie A             | 34       | 0        | 0            | 0            | —             | —             | 8       | 0       | —    | —    | 42        | 0         |
| Roma (mượn)         | 2016–17             | Serie A             | 38       | 0        | 0            | 0            | —             | —             | 1       | 0       | —    | —    | 39        | 0         |
| Roma (mượn)         | Tổng cộng           | Tổng cộng           | 72       | 0        | 0            | 0            | —             | —             | 9       | 0       | —    | —    | 81        | 0         |
| Juventus            | 2017–18             | Serie A             | 17       | 0        | 2            | 0            | —             | —             | 2       | 0       | 0    | 0    | 21        | 0         |
| Juventus            | 2018–19             | Serie A             | 28       | 0        | 2            | 0            | —             | —             | 10      | 0       | 1    | 0    | 41        | 0         |
| Juventus            | 2019–20             | Serie A             | 29       | 0        | 0            | 0            | —             | —             | 7       | 0       | 1    | 0    | 37        | 0         |
| Juventus            | 2020–21             | Serie A             | 30       | 0        | 0            | 0            | —             | —             | 7       | 0       | 1    | 0    | 38        | 0         |
| Juventus            | 2021–22             | Serie A             | 33       | 0        | 0            | 0            | —             | —             | 7       | 0       | 0    | 0    | 40        | 0         |
| Juventus            | 2022–23             | Serie A             | 28       | 0        | 0            | 0            | —             | —             | 12      | 0       | —    | —    | 40        | 0         |
| Juventus            | 2023–24             | Serie A             | 35       | 0        | 0            | 0            | —             | —             | —       | —       | —    | —    | 35        | 0         |
| Juventus            | Tổng cộng           | Tổng cộng           | 200      | 0        | 4            | 0            | —             | —             | 45      | 0       | 3    | 0    | 252       | 0         |
| Barcelona           | 2024–25             | La Liga             | 15       | 0        | 5            | 0            | —             | —             | 8       | 0       | 2    | 0    | 30        | 0         |
| Barcelona           | 2025–26             | La Liga             | 0        | 0        | 0            | 0            | —             | —             | 0       | 0       | 0    | 0    | 0         | 0         |
| Barcelona           | Tổng cộng           | Tổng cộng           | 15       | 0        | 5            | 0            | —             | —             | 8       | 0       | 2    | 0    | 30        | 0         |
| Tổng cộng sự nghiệp | Tổng cộng sự nghiệp | Tổng cộng sự nghiệp | 447      | 0        | 21           | 0            | 7             | 0             | 91      | 0       | 6    | 0    | 572       | 0         |

1. ↑  Bao gồm FA Cup, Coppa Italia, Copa del Rey
2. ↑  Bao gồm EFL Cup
3. 1 2 3 4 5 6 7 8 9 10 11 12 13  Số lần ra sân tại UEFA Champions League
4. ↑  Ra sân tại FA Community Shield
5. 1 2 3  Ra sân tại Supercoppa Italiana
6. ↑  Bốn lần ra sân tại UEFA Champions League, tám lần ra sân tại UEFA Europa League
7. ↑  Số lần ra sân tại Supercopa de España

### Đội tuyển quốc gia
| Đội tuyển quốc gia | Năm       | Trận | Bàn |
| ------------------ | --------- | ---- | --- |
| Ba Lan             | 2009      | 1    | 0   |
| Ba Lan             | 2010      | 0    | 0   |
| Ba Lan             | 2011      | 6    | 0   |
| Ba Lan             | 2012      | 5    | 0   |
| Ba Lan             | 2013      | 1    | 0   |
| Ba Lan             | 2014      | 6    | 0   |
| Ba Lan             | 2015      | 7    | 0   |
| Ba Lan             | 2016      | 2    | 0   |
| Ba Lan             | 2017      | 4    | 0   |
| Ba Lan             | 2018      | 8    | 0   |
| Ba Lan             | 2019      | 6    | 0   |
| Ba Lan             | 2020      | 3    | 0   |
| Ba Lan             | 2021      | 13   | 0   |
| Ba Lan             | 2022      | 7    | 0   |
| Ba Lan             | 2023      | 9    | 0   |
| Ba Lan             | 2024      | 2    | 0   |
| Tổng cộng          | Tổng cộng | 84   | 0   |

## Danh hiệu
Arsenal
- FA Cup: 2013–14,[78] 2014–15[79]
- FA Community Shield: 2014[80]

Juventus
- Serie A: 2017–18, 2018–19, 2019–20[81]
- Coppa Italia: 2017–18, 2020–21,[81] 2023–24[82]
- Supercoppa Italiana: 2018, 2020[81]

Barcelona
- La Liga: 2024–25[83]
- Copa del Rey: 2024–25[84]
- Supercopa de España: 2025[85]

Cá nhân
- Thủ môn xuất sắc nhất Ba Lan: 2011
- Găng tay Vàng Premier League: 2013–14
- Thủ môn xuất sắc nhất Serie A: 2019–20
- Đội hình tiêu biểu của Serie A: 2022–23[86]